# Orange Grove
Orange Grove – miasto w Stanach Zjednoczonych, w stanie Teksas, w hrabstwie Jim Wells.